# フランシスコ・メンデス国際空港

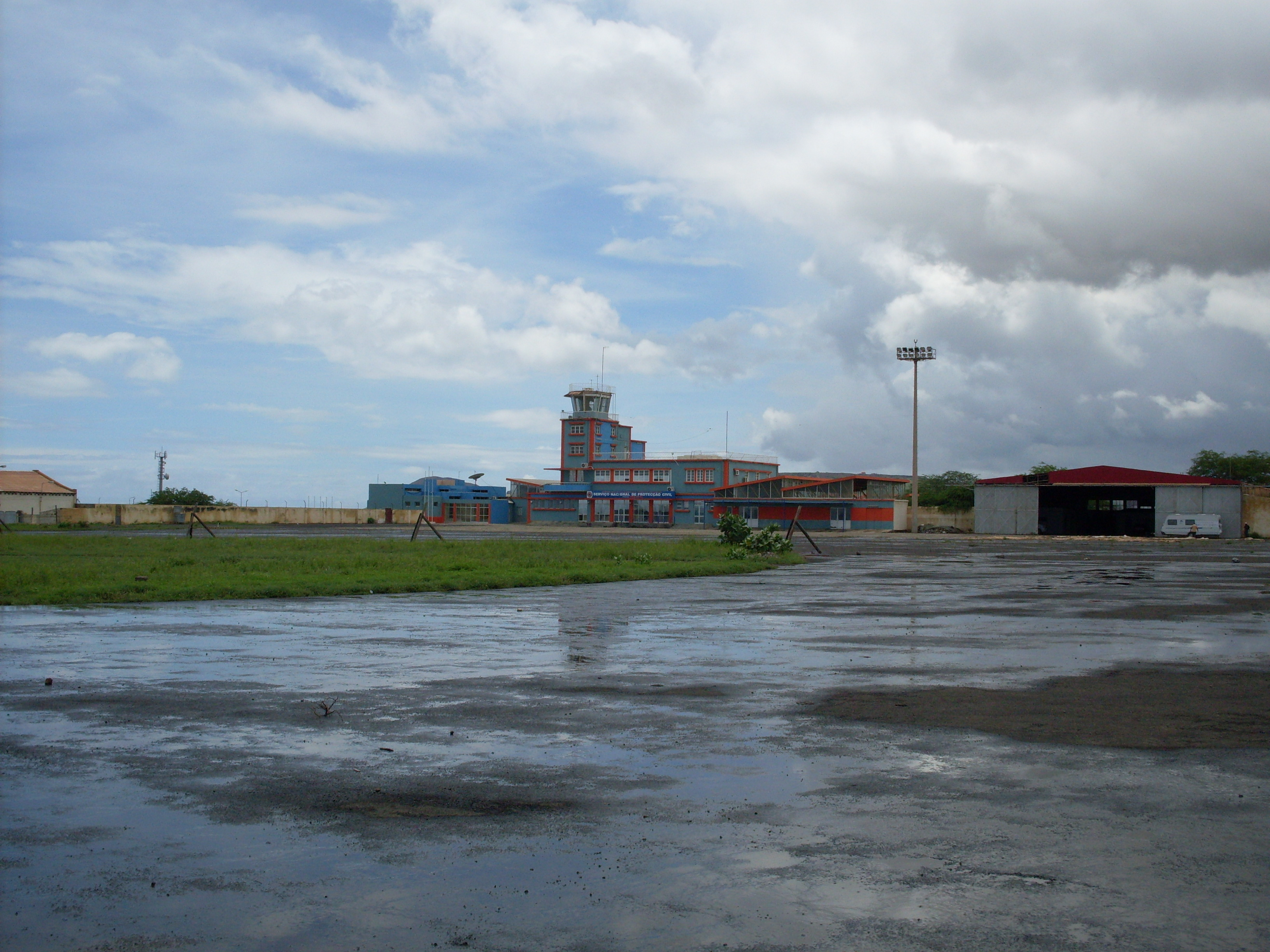
フランシスコ・メンデス国際空港

フランシスコ・メンデス国際空港（英語：Francisco Mendes International Airport）はカーボベルデ共和国の首都プライアにかつてあった国際空港。空港名はギニアビサウ共和国の初代首相であるフランシスコ・メンデスより名付けられた。
プライアの東側に位置。1961年に開港し、長年にわたってカーボベルデの玄関口となってきたが、2005年に閉鎖された。現在は北東側に新設されたプライア国際空港が取って代わっている。